# Тихотин
Тихотин (укр. Тихотин) — село в Рожищенской городской общине Луцкого района Волынской области Украины.
До 2020 года входило в Рожищенский район.
Код КОАТУУ — 0724587001. Население по переписи 2001 года составляет 310 человек. Почтовый индекс — 45125. Телефонный код — 3368. Занимает площадь 1,85 км².